# Verplanckiet
Het mineraal verplanckiet is een barium-mangaan-titanium-silicaat met de chemische formule Ba2(Mn2+,Ti,Fe2+)2Si2O6(O,OH,Cl,F)2·3(H2O). Het behoort tot de groep van de cyclosilicaten.

## Eigenschappen
Het bruingele of bruinoranje verplanckiet heeft een lichtoranje streepkleur, een glasglans en een hexagonaal kristalstelsel. De gemiddelde dichtheid is 3,52 en de hardheid is 2,5 tot 3. De splijting is goed volgens kristalvlak [1120] en onduidelijk volgens [0001]. Verplanckiet is niet radioactief.

## Naamgeving
Het mineraal verplanckiet werd genoemd naar de Amerikaanse geoloog William E. Verplanck (1916-1963).

## Voorkomen
Het mineraal komt voor op het contactvlak van biotiet- en kwarts-houdende diorieten en gemetamorfoseerde sedimenten. De typelocatie is Big Creek, Fresno County, Californië, VS.